# 全員、片想い
『全員、片想い』（ぜんいん、かたおもい）は、2016年7月2日公開の日本の恋愛映画。片想いをテーマにした8つの短編から成るアンソロジー映画。
この映画の発端は、俳優・加藤雅也がFM YOKOHAMAの『BANG!BANG!BANG!』という自身の番組で片想いをテーマに取り上げたことだった。その後、FMヨコハマ、エクセレントフィルムズ、エブリスタの共同企画で、片想いのエピソードを募集、選出されたWeb小説5編にオリジナルストーリー3編を加え映画化した。
主演は、伊藤沙莉、中川大志、森絵梨佳、桜田通、広瀬アリス、斎藤工、知英、新川優愛、志尊淳、清水富美加、千葉雄大、橋本マナミ、横浜流星、加藤雅也の14人。 
2015年秋には映画に先がけて、朗読劇『全員、片想い』が銀座みゆき館劇場にて公演された。
本作の1編、 「片想いスパイラル」はショートショートフィルムフェスティバル&アジア2016にコンペティション出品された。

## エピソード

### ラジオパーソナリティ
かつて人気グループのボーカリストだった三崎透は、自身がパーソナリティを務めるラジオ番組で、リスナーから募った片想いエピソードを、7週連続で紹介するという企画をスタートさせる。
- 監督・脚本：伊藤秀裕
- キャスト
  - 三崎 透 - 加藤雅也
  - 由衣 - 芳賀優里亜

### MY NICKNAME is BUTATCHI
女子高生のノムラは、「ブタっち」とあだ名をつけた幼馴染の男子、サタケに密かに想いを寄せていたが…。
- 監督・脚本：飯塚健
- キャスト
  - ノムラ（ブタっち） - 伊藤沙莉
  - サタケ - 中川大志
  - カンザキ - 上原実矩
- 原案：あんにゃ「私のあだ名はブタっち。」[1]

### 僕のサボテン
冴えない新人の木下透は、キツくて苦手な上司の今井咲の女性らしい一面を知って…。
- 監督・脚本：永田琴
- キャスト
  - 今井咲 -  森絵梨佳
  - 木下透 -  桜田通
  - 部長 -  田中要次

### サムシングブルー
耳が聞こえなくなってしまった、内気で不器用な少女、希美は、見違えるように綺麗にしてくれた美容師の慎一に心を奪われ、こっそりと眺めるようになる。その後、もう一度その美容院に訪れると、慎一は手話で話しかけてきた。しかし、希美は手話を習得していなかったため、返すことができずに逃げてしまう。翌日、そのことを謝罪する手紙が慎一から希美に届いた。そこには、『希美ちゃんは特別な人』とあり、舞い上がった希美は、慎一に会いに行った。すると、慎一から、『明日開いてる？』と聞かれ、翌日でかけると、慎一の友人たちに迎えられた。帰り際、その友人の一人と慎一がキスをしているのを見てしまい、恋人であることに気づく。そして…
- 監督・脚本： 宅間孝行
- キャスト
  - 希美 -  広瀬アリス
  - 慎一 -  斎藤工
  - 希美の母 -  川原亜矢子
  - 希美の父 - 野々村真
  - 原案：ふみ「サムシング・ブルー」[2]

### 片想いスパイラル
心は男、体は女のソヨンは、ルームメイトのユキに惹かれるも、彼女のために男友達の一との仲を取り持とうとする…。
- 監督・脚本：原桂之介
- 脚本：伊藤秀裕
- キャスト
  - ソヨン - 知英
  - ユキ - 佐津川愛美
  - ハジメ - 寺田拓哉

### 嘘つきの恋
「彼氏いるんだよね」と嘘を繰り返すマナが、真っ直ぐで誠実な青年マコトに恋をした…。
- 監督・脚本：藤井道人
- 脚本：永田琴
- キャスト
  - マナ - 新川優愛
  - マコト - 志尊淳
  - ミサキ - 堀田真由
- 原案：Zoo「彼氏、いるんだよね。」[3]

### あさはんのゆげ
風花は、夏の間だけ家にやって来た従兄の要と二人きりで暮らすことになり…。
- 監督・脚本・編集：山岸聖太
- キャスト
  - 風花 - 清水富美加
  - 要 - 千葉雄大
- 原案：深水「あさはんのゆげ」[4]

### イブの贈り物
美里が働く介護施設には気難しい老婦人・静がいた。だが静は介護士見習いの穣だけには心を開いていき…。
- 監督・脚本：伊藤秀裕
- キャスト
  - 美里 - 橋本マナミ
  - 穣 - 横浜流星
  - 静 - 星由里子
  - 少女（15歳の静） - 平岡映美
- 原案：ひろ「イブの贈り物」[5]

## 書籍
- 原作本：『全員、片想い』（幻冬舎文庫）